# Land (Týr album)
 For alternative betydninger, se Land (flertydig). (Se også artikler, som begynder med Land)
Land er det fjerde studiealbum fra det færøske viking folkmetal band Týr. Det blev udgivet d. 30. maj 2008 i Europa og 10. juni i Nordamerika via Napalm Records. Albummet indeholder tekster på færøsk, engelsk, norsk og dansk på "Sinklars Vísa" og islandsk på "Brenenvín". Det sidste nummer på albummet er en ny version af sangen "Hail To The Hammer" som oprindeligt blev udgivet på en demo og igen på How Far To Asgaard i 2002.

## Spor
| #  | Titel                | Tekst                                      | Musik                                                             | Længde |
| -- | -------------------- | ------------------------------------------ | ----------------------------------------------------------------- | ------ |
| 1  | "Gandkvæði Tróndar"  | J.H.O. Djurhuus (1881–1948)                | Traditionel færøsk, arr. Heri Joensen                             | 4:10   |
| 2  | "Sinklars vísa"      | Edvard Storm                               | Traditionel dansk, Heri Joensen                                   | 4:54   |
| 3  | "Ocean"              | Heri Joensen                               | Heri Joensen, traditionel færøsk                                  | 10:07  |
| 4  | "Gátu ríma"          | Traditionel færøsk                         | Traditionel færøsk, Heri Joensen                                  | 5:38   |
| 5  | "Brennivín"          | Heri Joensen, Björn S. Blöndal (1893–1980) | Heri Joensen, traditionel islandsk                                | 4:58   |
| 6  | "Fípan fagra"        | Traditionel færøsk                         | Traditionel færøsk, Heri Joensen                                  | 5:49   |
| 7  | "Valkyrjan"          | Heri Joensen                               | Heri Joensen, traditionel færøsk, Edvard Grieg, traditionel norsk | 5:05   |
| 8  | "Lokka táttur"       | Traditionel færøsk                         | Traditionel færøsk, svensk, Heri Joensen                          | 6:04   |
| 9  | "Land"               | Heri Joensen, J.H.O. Djurhuus, Hávamál     | Heri Joensen, traditionel færøsk                                  | 16:17  |
| 10 | "Hail to the Hammer" | Heri Joensen                               | Heri Joensen, traditionel færøsk                                  | 5:19   |